# Комуне Италије
Комуна (итал. comune) је врста административне јединице у Италији, слична општини. Групишу се у покрајине, и даље у регије.
Комуна пружа основне јавне услуге: матичну књигу рођених и умрлих, одржавање локалних путева и јавне радове. Комуном влада начелник или градоначелник (итал. sindaco) и општинско веће (итал. consiglio comunale).